# Arthur von Reventlow

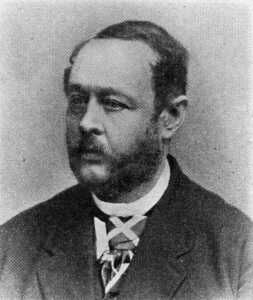
Graf Arthur v. Reventlow

Graf Arthur von Reventlow (4. Januar 1817 auf Schloss Sandbjerg; † 8. Februar 1878 ebenda) war ein deutscher Verwaltungsjurist im Herzogtum Schleswig.

## Leben
Graf Reventlows Eltern sind Graf Ludwig Detlev Reventlow (1780–1857) und Agnes geb. v. Hammerstein-Loxten (1795–1824). Ludwig Graf zu Reventlow ist ein Bruder.
Arthur besuchte das Alte Gymnasium in Flensburg. Nach dem Abitur studierte er Rechtswissenschaft an der Georg-August-Universität Göttingen. 1835 wurde er Mitglied des Corps Vandalia Göttingen. Als Inaktiver wechselte er an die Christian-Albrechts-Universität zu Kiel, an der er 1842 das Examen bestand. Nach zwei Jahren als Sekretär des Landvogts in Süderdithmarschen war er vom 10. November 1843 bis zum 24. September 1847 Auskultant beim Schleswigschen Obergericht und danach Auskultant bei der  Schleswig-Holsteinischen Regierung auf Schloß Gottorf. Das kleine Amt Lügumkloster wurde 1850 mit dem Amt Tondern unter einem Amtmann – unter Arthur v. Reventlow – verbunden. Zuvor war das Amt Lügumkloster mit dem Amthaus Apenrade vereinigt gewesen.
Als Kriegsfreiwilliger kämpfte Graf Reventlow bei den dänischen Husaren gegen die Schleswig-Holsteinische Erhebung. 1849 wurde er als Sekondeleutnant und Premierleutnant à la suite gestellt. Am 19. Juli 1850 wurde er zum Amtmann in Tønder Amt und Løgumkloster Sogn sowie zum Oberdeichgrafen ernannt. Am 27. September desselben Jahres heiratete er Georgine Albertine Ernestine von Ahlefeldt (1828–1902), Tochter von Carl Friedrich Georg von Ahlefeldt auf Saxtorf. Für die Krone Dänemark war er 1853/54 Kommissar in der Schleswigschen Ständeversammlung. Am 11. April 1860 zum Amtmann für Kiel, Kronshagen und Bordesholm ernannt, wurde Reventlow Kurator der Christian-Albrechts-Universität und Oberstadtdirektor von Kiel. Zugleich war er Kommissar für das Kloster Preetz und viele Adelsgüter. Als die Bundesexekution gegen die Herzogtümer Holstein und Lauenburg von 1863 Holstein besetzte, nahm Reventlow im Dezember 1863 seinen Abschied.
Nachdem das Herzogtum Schleswig durch den Deutsch-Dänischen Krieg zu Preußen gekommen und Österreich im Deutschen Krieg geschlagen worden war, entstand die Provinz Schleswig-Holstein. Vergeblich bemühte Reventlow sich um einen Posten als Landrat; Constantin von Zedlitz-Neukirch setzte ihn aber als Leiter einer Kommission für Wasserbau ein. 1865 zog sich Reventlow nach Schloss Sandbjerg zurück. Beerdigt wurde er in der Kirche von Dybbøl Sogn.

## Ehrungen
- Ritterkreuz des Dannebrogordens (9. September 1849)
- Kammerherr auf Gottorf (1851)
- Ehrenkreuz des Dannebrogordens (6. Oktober 1852)